# Bana (plaats)
Bana is een bestuurslaag in het regentschap Alor van de provincie Oost-Nusa Tenggara, Indonesië. Bana telt 583 inwoners (volkstelling 2010).